# Lista siturilor arheologice din județul Timiș - V
Lista siturilor arheologice din județul Timiș - V conține toate siturile arheologice din județul Timiș înscrise în Repertoriul Arheologic Național (RAN) și aflate în localități al căror nume începe cu litera V. RAN este administrat de Ministerul Culturii și Patrimoniului Național și cuprinde date științifice, cartografice, topografice, imagini și planuri, precum și orice alte informații privitoare la zonele cu potențial arheologic, studiate sau nu, încă existente sau dispărute.
Puteți căuta un sit din localitățile care încep cu litera V folosind formularul de mai jos sau puteți naviga prin toate siturile din județ la Lista siturilor arheologice din județul Timiș.
| Cod RAN                                   | Denumire | Localitate                                                | Adresă              | Datare          | Descoperit            | Coordonate                                    | Imagine           | Erori            |
| ----------------------------------------- | --- | --------------------------------------------------------- | ------------------- | --------------- | --------------------- | --------------------------------------------- | ----------------- | ---------------- |
| 157576.01.01 (Cod LMI: TM-I-s-B-06090)    | Tumulul I de la Vizejdia - La Huncă / ansamblu anonim (Categorie: descoperire funerară) (Tip: mormânt tumular preistoric (?), așezare deschisă și necropolă (?)) | sat Vizejdia, comuna Gottlob                              | La Huncă            |                 |                       | 45°55′46″N 20°37′33″E / 45.92944°N 20.62583°E | Încărcați imagine | Raportați eroare |
| 157576.01.02 (Cod LMI: TM-I-s-B-06090)    | Tumulul I de la Vizejdia - La Huncă / ansamblu anonim (Categorie: descoperire funerară) (Tip: mormânt tumular preistoric (?), așezare deschisă și necropolă (?)) | sat Vizejdia, comuna Gottlob                              | La Huncă            |                 |                       | 45°55′46″N 20°37′33″E / 45.92944°N 20.62583°E | Încărcați imagine | Raportați eroare |
| 157576.01.03 (Cod LMI: TM-I-s-B-06090)    | Tumulul I de la Vizejdia - La Huncă / ansamblu anonim (Categorie: descoperire funerară) (Tip: mormânt tumular preistoric (?), așezare deschisă și necropolă (?)) | sat Vizejdia, comuna Gottlob                              | La Huncă            |                 |                       | 45°55′46″N 20°37′33″E / 45.92944°N 20.62583°E | Încărcați imagine | Raportați eroare |
| 157576.01.04 (Cod LMI: TM-I-s-B-06090)    | Tumulul I de la Vizejdia - La Huncă / ansamblu anonim (Categorie: descoperire funerară) (Tip: mormânt tumular preistoric (?), așezare deschisă și necropolă (?)) | sat Vizejdia, comuna Gottlob                              | La Huncă            |                 |                       | 45°55′46″N 20°37′33″E / 45.92944°N 20.62583°E | Încărcați imagine | Raportați eroare |
| 159348.01.01 (Cod LMI: TM-I-s-B-06091)    | Tell-ul de epoca bronzului de la Voiteg - La Vii SV / ansamblu anonim (Categorie: locuire civilă) (Tip: Tell fortificat)                                         | sat Voiteg, comuna Voiteg                                 | La Vii SV           |                 |                       | 45°28′12″N 21°12′42″E / 45.47°N 21.21167°E    | Încărcați imagine | Raportați eroare |
| 159348.02.01 (Cod LMI: TM-I-m-B-06092.02) | Situl arheologic de la Voiteg - Groapa cu Vulpi / ansamblu anonim (Categorie: locuire) (Tip: Așezare deschisă)                                                   | sat Voiteg, comuna Voiteg                                 | Groapa cu Vulpi     | mil. II a. Chr. | Florin Drașovean 1986 | 45°29′02″N 21°12′06″E / 45.48389°N 21.20167°E | Încărcați imagine | Raportați eroare |
| 159348.02.02 (Cod LMI: TM-I-m-B-06092.03) | Situl arheologic de la Voiteg - Groapa cu Vulpi / ansamblu anonim (Categorie: locuire) (Tip: Necropolă)                                                          | sat Voiteg, comuna Voiteg                                 | Groapa cu Vulpi     | mil. II a. Chr. | Florin Drașovean 1986 | 45°29′02″N 21°12′06″E / 45.48389°N 21.20167°E | Încărcați imagine | Raportați eroare |
| 159348.02.03 (Cod LMI: TM-I-m-B-06092.01) | Situl arheologic de la Voiteg - Groapa cu Vulpi / ansamblu anonim (Categorie: locuire) (Tip: Necropolă)                                                          | sat Voiteg, comuna Voiteg                                 | Groapa cu Vulpi     | sec. X          | Florin Drașovean 1986 | 45°29′02″N 21°12′06″E / 45.48389°N 21.20167°E | Încărcați imagine | Raportați eroare |
| 156758.01.01                              | Movila de epocă necunsocută de la Vâlcani / ansamblu anonim (Categorie: descoperire funerară) (Tip: Movilă de pământ)                                            | sat Vâlcani, comuna Valcani                               |                     |                 |                       |                                               | Încărcați imagine | Raportați eroare |
| 156758.02.01                              | Movila de epocă necunsocută de la Vâlcani / ansamblu anonim (Categorie: descoperire funerară) (Tip: Movilă)                                                      | sat Vâlcani, comuna Valcani                               |                     |                 |                       |                                               | Încărcați imagine | Raportați eroare |
| 156758.03.01                              | Movila de epocă necunsocută de la Vâlcani - Râtul lui Petac / ansamblu anonim (Categorie: descoperire funerară) (Tip: Movilă)                                    | sat Vâlcani, comuna Valcani                               | Râtul lui Petac     |                 |                       |                                               | Încărcați imagine | Raportați eroare |
| 159222.01.01                              | Movila de epocă necunoscută de la Variaș - Variașca Humca / ansamblu anonim (Categorie: descoperire funerară) (Tip: Movilă)                                      | sat Variaș, comuna Variaș                                 | Variașca Humca      |                 |                       |                                               | Încărcați imagine | Raportați eroare |
| 159222.02.01                              | Movilele de epocă necunoscută de la Variaș / ansamblu anonim (Categorie: descoperire funerară) (Tip: movile)                                                     | sat Variaș, comuna Variaș                                 |                     |                 |                       |                                               | Încărcați imagine | Raportați eroare |
| 159222.03.01                              | Movila de epocă necunoscută de la Variaș - Ketfelska Humka / ansamblu anonim (Categorie: locuire) (Tip: Movilă)                                                  | sat Variaș, comuna Variaș                                 | Ketfelska Humka     |                 |                       |                                               | Încărcați imagine | Raportați eroare |
| 159222.04.01                              | Movila de epocă necunoscută de la Variaș / ansamblu anonim (Categorie: descoperire funerară) (Tip: Movilă)                                                       | sat Variaș, comuna Variaș                                 |                     |                 |                       |                                               | Încărcați imagine | Raportați eroare |
| 159222.05.01                              | Movila de epocă necunoscută de la Variaș - Humka Viting. / ansamblu anonim (Categorie: descoperire funerară) (Tip: Movilă)                                       | sat Variaș, comuna Variaș                                 | Humka Viting.       |                 |                       |                                               | Încărcați imagine | Raportați eroare |
| 159222.06.01                              | Movila de epocă necunoscută de la Variaș - Cralița / ansamblu anonim (Categorie: descoperire funerară) (Tip: Movilă)                                             | sat Variaș, comuna Variaș                                 | Cralița             |                 |                       |                                               | Încărcați imagine | Raportați eroare |
| 159222.07.01                              | Movila de epocă necunoscută de la Variaș / ansamblu anonim (Categorie: descoperire funerară) (Tip: Movilă)                                                       | sat Variaș, comuna Variaș                                 |                     |                 |                       |                                               | Încărcați imagine | Raportați eroare |
| 159222.08.01                              | Movila de epocă necunoscută de la Variaș / ansamblu anonim (Categorie: descoperire funerară) (Tip: Movilă)                                                       | sat Variaș, comuna Variaș                                 |                     |                 |                       |                                               | Încărcați imagine | Raportați eroare |
| 159222.09.01                              | Movila de epocă necunoscută de la Variaș / ansamblu anonim (Categorie: descoperire funerară) (Tip: Movilă)                                                       | sat Variaș, comuna Variaș                                 |                     |                 |                       |                                               | Încărcați imagine | Raportați eroare |
| 159268.01.01                              | Așezarea daco-romană de la Victor Vlad Delamarina / ansamblu anonim (Categorie: locuire) (Tip: Așezare)                                                          | sat Victor Vlad Delamarina, comuna Victor Vlad Delamarina |                     |                 |                       |                                               | Încărcați imagine | Raportați eroare |
| 159268.02.01                              | Așezarea daco-romană de la Victor Vlad Delamarina / ansamblu anonim (Categorie: locuire) (Tip: Așezare)                                                          | sat Victor Vlad Delamarina, comuna Victor Vlad Delamarina |                     |                 |                       |                                               | Încărcați imagine | Raportați eroare |
| 159268.03.01                              | Așezarea eneolitică de la Victor Vlad Delamarina / ansamblu anonim (Categorie: locuire) (Tip: Așezare)                                                           | sat Victor Vlad Delamarina, comuna Victor Vlad Delamarina |                     | Tiszapolgár     |                       |                                               | Încărcați imagine | Raportați eroare |
| 159268.04.01                              | Așezarae din epoca bronzului de la Victor Vlad Delamarina / ansamblu anonim (Categorie: locuire) (Tip: Așezare)                                                  | sat Victor Vlad Delamarina, comuna Victor Vlad Delamarina |                     | Tiszapolgár     |                       |                                               | Încărcați imagine | Raportați eroare |
| 159268.05.01                              | Așezarea eneolitică de la Victor Vlad Delamarina - Pârâul Rațelor / ansamblu anonim (Categorie: locuire) (Tip: Așezare)                                          | sat Victor Vlad Delamarina, comuna Victor Vlad Delamarina | Pârâul Rațelor      | Tisa            |                       |                                               | Încărcați imagine | Raportați eroare |
| 159268.06.01                              | Situl arheologic de la Victor Vlad Delamarina - Izvor / ansamblu anonim (Categorie: locuire) (Tip: Așezare)                                                      | sat Victor Vlad Delamarina, comuna Victor Vlad Delamarina | Izvor               | Banatului       |                       |                                               | Încărcați imagine | Raportați eroare |
| 159268.06.02                              | Situl arheologic de la Victor Vlad Delamarina - Izvor / ansamblu anonim (Categorie: locuire) (Tip: Așezare)                                                      | sat Victor Vlad Delamarina, comuna Victor Vlad Delamarina | Izvor               | Vatina          |                       |                                               | Încărcați imagine | Raportați eroare |
| 159320.01.01                              | Așezarea paleolitică de la Vișag - Valea Bogarului / ansamblu anonim (Categorie: locuire) (Tip: Așezare)                                                         | sat Visag, comuna Victor Vlad Delamarina                  | Valea Bogarului     |                 |                       |                                               | Încărcați imagine | Raportați eroare |
| 159320.02.01                              | Așezarea eneolitică de la Vișag - Blaj / ansamblu anonim (Categorie: locuire) (Tip: Așezare)                                                                     | sat Visag, comuna Victor Vlad Delamarina                  | Blaj                | Tiszapolgár     |                       |                                               | Încărcați imagine | Raportați eroare |
| 159320.03.01                              | Așezarea eneolitică de la Vișag - Ogășele / ansamblu anonim (Categorie: locuire) (Tip: Așezare)                                                                  | sat Visag, comuna Victor Vlad Delamarina                  | Ogășele             |                 |                       |                                               | Încărcați imagine | Raportați eroare |
| 159320.04.01                              | Așezarea Coțofeni de la Visag - Sălașul cu Paie / ansamblu anonim (Categorie: locuire) (Tip: Așezare)                                                            | sat Visag, comuna Victor Vlad Delamarina                  | Sălașul cu Paie     | Coțofeni        |                       |                                               | Încărcați imagine | Raportați eroare |
| 159320.05.01                              | Situl arheologic de la Vișag - Bruk / ansamblu anonim (Categorie: locuire) (Tip: Așezare)                                                                        | sat Visag, comuna Victor Vlad Delamarina                  | Bruk                |                 |                       |                                               | Încărcați imagine | Raportați eroare |
| 159320.05.02                              | Situl arheologic de la Vișag - Bruk / ansamblu anonim (Categorie: locuire) (Tip: Necropolă de incinerație)                                                       | sat Visag, comuna Victor Vlad Delamarina                  | Bruk                |                 |                       |                                               | Încărcați imagine | Raportați eroare |
| 159320.06.01                              | Așezarea hallstattiană de la Vișag - Dealul Satului / ansamblu anonim (Categorie: locuire) (Tip: Așezare)                                                        | sat Visag, comuna Victor Vlad Delamarina                  | Dealul Satului      | Basarabi        |                       |                                               | Încărcați imagine | Raportați eroare |
| 159320.07.01                              | Așezarea hallstattiană de la Vișag - Dealul Țăpușa / ansamblu anonim (Categorie: locuire) (Tip: Așezare)                                                         | sat Visag, comuna Victor Vlad Delamarina                  | Dealul Țăpușa       | Gornea-Kalakača |                       |                                               | Încărcați imagine | Raportați eroare |
| 159320.07.02                              | Așezarea hallstattiană de la Vișag - Dealul Țăpușa / ansamblu anonim (Categorie: locuire) (Tip: Așezare)                                                         | sat Visag, comuna Victor Vlad Delamarina                  | Dealul Țăpușa       | Basarabi        |                       |                                               | Încărcați imagine | Raportați eroare |
| 159320.08.01                              | Așezarea daco-romană de la Vișag - Țarină Bătrână / ansamblu anonim (Categorie: locuire) (Tip: Așezare)                                                          | sat Visag, comuna Victor Vlad Delamarina                  | Țarină Bătrână      | sec. III-IV     |                       |                                               | Încărcați imagine | Raportați eroare |
| 159320.09.01                              | Așezarea daco-romană de la Vișag / ansamblu anonim (Categorie: locuire) (Tip: Așezare)                                                                           | sat Visag, comuna Victor Vlad Delamarina                  |                     |                 |                       |                                               | Încărcați imagine | Raportați eroare |
| 159320.10.01                              | Așezarea daco-romană de la Vișag / ansamblu anonim (Categorie: locuire) (Tip: Așezare)                                                                           | sat Visag, comuna Victor Vlad Delamarina                  |                     | sec. III-IV     |                       |                                               | Încărcați imagine | Raportați eroare |
| 159320.11.01                              | Așezarea daco-romană de la Vișag / ansamblu anonim (Categorie: locuire) (Tip: Așezare)                                                                           | sat Visag, comuna Victor Vlad Delamarina                  |                     |                 |                       |                                               | Încărcați imagine | Raportați eroare |
| 159320.11.02                              | Așezarea daco-romană de la Vișag / ansamblu anonim (Categorie: locuire) (Tip: Cuptor de redus minereul)                                                          | sat Visag, comuna Victor Vlad Delamarina                  |                     |                 |                       |                                               | Încărcați imagine | Raportați eroare |
| 159320.12.01                              | Movilele de epocă necunoscută de la Vișag - Gomile / ansamblu anonim (Categorie: descoperire funerară) (Tip: Movilă)                                             | sat Visag, comuna Victor Vlad Delamarina                  | Gomile              |                 |                       |                                               | Încărcați imagine | Raportați eroare |
| 159320.13.01                              | Movilele de epocă necunoscută de la Vișag / ansamblu anonim (Categorie: descoperire funerară) (Tip: movile)                                                      | sat Visag, comuna Victor Vlad Delamarina                  |                     |                 |                       |                                               | Încărcați imagine | Raportați eroare |
| 157576.02.01                              | Așezarea de epocă daco-romană de la Vizejdia / ansamblu anonim (Categorie: locuire) (Tip: Așezare)                                                               | sat Vizejdia, comuna Gottlob                              |                     | sec. II-III     |                       |                                               | Încărcați imagine | Raportați eroare |
| 157576.03.01                              | Așezarea de epocă daco-romană de la Vizejdia / ansamblu anonim (Categorie: locuire) (Tip: Așezare)                                                               | sat Vizejdia, comuna Gottlob                              |                     | sec. II-III     |                       |                                               | Încărcați imagine | Raportați eroare |
| 157576.04.01                              | Așezarea de epocă daco-romană de la Vizejdia / ansamblu anonim (Categorie: locuire) (Tip: Așezare)                                                               | sat Vizejdia, comuna Gottlob                              |                     |                 |                       |                                               | Încărcați imagine | Raportați eroare |
| 157576.05.01                              | Movila de epocă necunoscută de la Vizejdia / ansamblu anonim (Categorie: descoperire funerară) (Tip: Movilă)                                                     | sat Vizejdia, comuna Gottlob                              |                     |                 |                       |                                               | Încărcați imagine | Raportați eroare |
| 157576.06.01                              | Movilele de epocă necunoscută de la Vizejdia / ansamblu anonim (Categorie: descoperire funerară) (Tip: Movilă)                                                   | sat Vizejdia, comuna Gottlob                              |                     |                 |                       |                                               | Încărcați imagine | Raportați eroare |
| 157576.07.01                              | Movila de epocă necunoscută de la Vizejdia / ansamblu anonim (Categorie: descoperire funerară) (Tip: Movilă)                                                     | sat Vizejdia, comuna Gottlob                              |                     |                 |                       |                                               | Încărcați imagine | Raportați eroare |
| 157576.08.01                              | Complexul de tumuli de la Vizejdia / ansamblu anonim (Categorie: descoperire funerară) (Tip: tumuli funerari)                                                    | sat Vizejdia, comuna Gottlob                              |                     |                 |                       |                                               | Încărcați imagine | Raportați eroare |
| 157576.09.01                              | Necropola de epocă medievală de la Vizejdia / ansamblu anonim (Categorie: descoperire funerară) (Tip: Necropolă)                                                 | sat Vizejdia, comuna Gottlob                              |                     | sec. VII-IX     |                       |                                               | Încărcați imagine | Raportați eroare |
| 158644.01.01                              | Movila de epocă necunoscută de la Vizma - Gomilă / ansamblu anonim (Categorie: descoperire funerară) (Tip: Movilă)                                               | sat Vizma, comuna Secaș                                   | Gomilă              |                 |                       |                                               | Încărcați imagine | Raportați eroare |
| 159348.03.01                              | Așezarea daco-romană de la Voiteg - / ansamblu anonim (Categorie: locuire) (Tip: Așezare)                                                                        | sat Voiteg, comuna Voiteg                                 |                     |                 |                       |                                               | Încărcați imagine | Raportați eroare |
| 159348.04.01                              | Necropola medievală de la Voiteg / ansamblu anonim (Categorie: descoperire funerară) (Tip: Necropolă)                                                            | sat Voiteg, comuna Voiteg                                 |                     | sec. X          |                       |                                               | Încărcați imagine | Raportați eroare |
| 157576.10.01 (Cod LMI: TM-I-s-B-06090)    | Tumulul II de epocă necunoscută de la Vizejdia - Gottlob V / ansamblu anonim (Categorie: descoperire funerară) (Tip: Movilă de hotar sau mormânt tumular (?))    | sat Vizejdia, comuna Gottlob                              | Gottlob V           |                 |                       | 45°55′51″N 20°46′52″E / 45.93083°N 20.78111°E | Încărcați imagine | Raportați eroare |
| 157576.11.01 (Cod LMI: TM-I-s-B-06090)    | Tumulul III de epocă necunoscută de la Vizejdia - Movila între hotare / ansamblu anonim (Categorie: descoperire funerară) (Tip: Mormânt tumular (?))             | sat Vizejdia, comuna Gottlob                              | Movila între hotare |                 |                       | 45°57′24″N 20°38′14″E / 45.95667°N 20.63722°E | Încărcați imagine | Raportați eroare |